# 奧拉維察

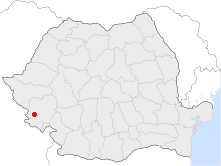

奧拉維察是羅馬尼亞的城鎮，位於該國西部，距離首府雷希察33公里，由卡拉什-塞維林縣負責管轄，面積164.16平方公里，海拔高度200米，2009年人口12,743，大多數居民信奉東正教。
45°02′N 21°41′E / 45.033°N 21.683°E